# جان گی
جان گی (انگلیسی: John Gay؛ ۳۰ ژوئن ۱۶۸۵ – ۴ دسامبر ۱۷۳۲) شاعر، نمایش‌نامه‌نویس و نویسنده اهل بریتانیا بود. از آثار مشهور او می‌توان به اپرای گدایان اشاره کرد که برتولت برشت با همکاری الیزابت هاوپتمن، از روی ترجمه‌ای از آن به زبان آلمانی، اپرای سه‌پولی را به نگارش درآورد.